# Jackie (film)
Jackie je životopisný dramatický film z roku 2016. Režie se ujal Pablo Larraín a scénáře Noah Oppenheim. Snímek sleduje život Jacqueline Kennedyové po atentátu na jejího manžela J.F. Kennedyho v roce 1963. Ve filmu hrají Natalie Portmanová, Peter Sarsgaard, Greta Gerwig, Billy Crudup a John Hurt.
Film měl premiéru na Benátském filmovém festivalu 7. září 2016 a do kin byl oficiálně uveden 2. prosince 2016. Do českých kin se snímek dostal 16. února 2017.

## Obsazení
| Natalie Portmanová     | Jackie Kennedyová      |
| Peter Sarsgaard        | Robert F. Kennedy      |
| Greta Gerwig           | Nancy Tuckerman        |
| Billy Crudup           | Theodore H. White      |
| John Hurt              | otec Richard McSorley  |
| Max Casella            | Jack Valenti           |
| Beth Grant             | Lady Bird Johnsonová   |
| Richard E. Grant       | William Walton         |
| Caspar Phillipson      | John F. Kennedy        |
| John Carroll Lynch     | Lyndon B Johnson       |
| Julie Judd             | Ethel Kennedy          |
| Brody a Aiden Weinberg | John F. Kennedy, Jr.   |
| Sunnie Pelant          | Caroline Kennedyová    |
| Sara Verhagen          | Mary Barelli Gallagher |
| Georgie Glen           | Rose Kennedy           |
| Rebecca Compton        | Nellie Connally        |

## Přijetí
2. prosince 2016 se film promítal pouze v pěti promítacích sálech ve Spojených státech. Za první promítací víkend vydělal 275 tisíc dolarů a stal se tak dvacátým nejnavštěvovanějším filmem.
Film získal pozitivní recnze od kritiků. Na recenzní stránce Rotten Tomatoes získal z 262 započtených recenzí 91 procent s průměrným ratingem 7,7 bodů z deseti. Na serveru Metacritic snímek získal z 48 recenzí 81 bodů ze sta. Na Česko-Slovenské filmové databázi snímek získal 79%.

## Ocenění
| Ocenění                                        | Datum ceremoniálu  | Kategorie                                      | Nominovaný                               | Výsledek  |
| ---------------------------------------------- | ------------------ | ---------------------------------------------- | ---------------------------------------- | --------- |
| AACTA International Awards                     | 8. ledna 2017      | Nejlepší herečka v hlavní roli                 | Natalie Portman                          | nominace  |
| AARP Annaul Movies for Grownups Awards         | 6. února 2017      | Nejlepší časová kapusle                        | Jackie                                   | vítězství |
| Alliance of Women Film Journalist              | 21. prosince 2016  | Nejlepší herečka v hlavní roli                 | Natalie Portman                          | nominace  |
| Art Directors Guild Awards                     | 11. února 2017     | Nejlepší výprava v periodickém filmu           | Jean Rabasse                             | nominace  |
| Austin Film Critics Association                | 28. prosince 2016  | Nejlepší film                                  | Jackie                                   | nominace  |
| Austin Film Critics Association                | 28. prosince 2016  | Nejlepší herečka v hlavní roli                 | Natalie Portman                          | nominace  |
| Austin Film Critics Association                | 28. prosince 2016  | Nejlepší kamera                                | Stéphane Fontaine                        | nominace  |
| Austin Film Critics Association                | 28. prosince 2016  | Nejlepší skladatel                             | Mica Levi                                | nominace  |
| Benátský filmový festival                      | 10. září 2016      | Ocenění za nejlepší scénář                     | Noah Oppenheim                           | vítězství |
| Benátský filmový festival                      | 10. září 2016      | Golden Osella                                  | Noah Oppenheim                           | vítězství |
| Benátský filmový festival                      | 10. září 2016      | Zlatý lev                                      | Pablo Larraín                            | nominace  |
| Boston Online Film Critics Association         | 10. prosince 2016  | Nejlepší skladatel                             | Mica Levi                                | vítězství |
| Boston Society of Film Critics                 | 11. prosince 2016  | Nejlepší skladatel                             | Mica Levi                                | vítězství |
| Boston Society of Film Critics                 | 11. prosince 2016  | Nejlepší herečka                               | Natalie Portmanová                       | 2. místo  |
| Costume Designers Guild Awards                 | 21. února 2017     | Nejlepší kostýmy v periodickém filmu           | Madeline Fontaine                        | nominace  |
| Filmová cena Brtiské akademie                  | 12. února 2017     | Nejlepší herečka v hlavní roli                 | Natalie Portman                          | nominace  |
| Filmová cena Brtiské akademie                  | 12. února 2017     | Nejlepší kostýmy                               | Madeline Fontaine                        | vítězství |
| Filmová cena Brtiské akademie                  | 12. února 2017     | Nejlepší skladatel                             | Mica Levi                                | nominace  |
| Chicago Film Critics Association               | 15. prosince 2016  | Nejlepší film                                  | Jackie                                   | nominace  |
| Chicago Film Critics Association               | 15. prosince 2016  | Nejlepší režisér                               | Pablo Larraín                            | nominace  |
| Chicago Film Critics Association               | 15. prosince 2016  | Nejlepší herečka v hlavní roli                 | Natalie Portman                          | vítězství |
| Chicago Film Critics Association               | 15. prosince 2016  | Nejlepší původní scénář                        | Noah Oppenheim                           | nominace  |
| Chicago Film Critics Association               | 15. prosince 2016  | Nejlepší kamera                                | Stéphane Fontaine                        | nominace  |
| Chicago Film Critics Association               | 15. prosince 2016  | Nejlepší střih                                 | Sebastián Sepúlveda                      | nominace  |
| Chicago Film Critics Association               | 15. prosince 2016  | Nejlepší skladatel                             | Mica Levi                                | vítězství |
| Chicago Film Critics Association               | 15. prosince 2016  | Nejlepší výprava                               | Jackie                                   | nominace  |
| Critics' Choice Awards                         | 11. prosince 2016  | Nejlepší herečka v hlavní roli                 | Natalie Portman                          | vítězství |
| Critics' Choice Awards                         | 11. prosince 2016  | Nejlepší kamera                                | Stéphane Fontaine                        | nominace  |
| Critics' Choice Awards                         | 11. prosince 2016  | Nejlepší filmová architektura                  | Jean Rabasse a Véronique Melery          | nominace  |
| Critics' Choice Awards                         | 11. prosince 2016  | Nejlepší kostýmní návrhy                       | Madeline Fontaine                        | vítězství |
| Critics' Choice Awards                         | 11. prosince 2016  | Nejlepší masky                                 | Jackie                                   | vítězství |
| Critics' Choice Awards                         | 11. prosince 2016  | Nejlepší skladatel                             | Mica Levi                                | nominace  |
| Dallas-Fort Worth Film Critics Association     | 13. prosince 2016  | Nejlepší film                                  | Jackie                                   | 6. místo  |
| Dallas-Fort Worth Film Critics Association     | 13. prosince 2016  | Nejlepší herečka v hlavní roli                 | Natalie Portman                          | vítězství |
| Dallas-Fort Worth Film Critics Association     | 13. prosince 2016  | Nejlepší skladatel                             | Mica Levi                                | 2. místo  |
| Detroit Film Critics Society                   | 19. prosince 2016  | Nejlepší herečka v hlavní roli                 | Natalie Portman                          | nominace  |
| Dorian Awards                                  | 26. ledna 2017     | Nejlepší film                                  | Jackie                                   | nominace  |
| Dorian Awards                                  | 26. ledna 2017     | Nejlepší režie                                 | Pablo Larraín                            | nominace  |
| Dorian Awards                                  | 26. ledna 2017     | Nejlepší herečka                               | Natalie Portmanová                       | nominace  |
| Dorian Awards                                  | 26. ledna 2017     | Nejlepší vizuální film                         | Jackie                                   | nominace  |
| Empire Awards                                  | 19. března 2017    | Nejlepší herečka v hlavní roli                 | Natalie Portman                          | nominace  |
| Florida Film Critics Circle                    | 23. prosince 2016  | Nejlepší herečka v hlavní roli                 | Natalie Portman                          | nominace  |
| Florida Film Critics Circle                    | 23. prosince 2016  | Nejlepší kamera                                | Stéphane Fontaine                        | nominace  |
| Florida Film Critics Circle                    | 23. prosince 2016  | Nejlepší výprava                               | Jackie                                   | 2. místo  |
| Florida Film Critics Circle                    | 23. prosince 2016  | Nejlepší skladatel                             | Mica Levi                                | 2. místo  |
| Georgia Film Critics Association               | 13. ledna 2017     | Nejlepší film                                  | Jackie                                   | nominace  |
| Georgia Film Critics Association               | 13. ledna 2017     | Nejlepší režie                                 | Pablo Larraín                            | nominace  |
| Georgia Film Critics Association               | 13. ledna 2017     | Nejlepší původní scénář                        | Noah Oppenheim                           | nominace  |
| Georgia Film Critics Association               | 13. ledna 2017     | Nejlepší herečka v hlavní roli                 | Natalie Portman                          | vítězství |
| Georgia Film Critics Association               | 13. ledna 2017     | Nejlepší kamera                                | Stéphane Fontaine                        | nominace  |
| Georgia Film Critics Association               | 13. ledna 2017     | Nejlepší výprava                               | Jean Rabasse a Halina Gebarowicz         | nominace  |
| Georgia Film Critics Association               | 13. ledna 2017     | Nejlepší skladatel                             | Mica Levi                                | nominace  |
| Gotham Awards                                  | 28. listopadu 2016 | Nejlepší herečka v hlavní roli                 | Natalie Portman                          | nominace  |
| Hollywood Film Awards                          | 6. listopadu 2016  | Nejlepší herečka v hlavní roli                 | Natalie Portman                          | vítězství |
| Hollywood Music in Media Awards                | 17. listopadu 2016 | Nejlepší skladatel                             | Mica Levi                                | nominace  |
| Houston Film Critics Society                   | 6. února 2017      | Nejlepší film                                  | Jackie                                   | nominace  |
| Houston Film Critics Society                   | 6. února 2017      | Nejlepší herečka v hlavní roli                 | Natalie Portman                          | vítězství |
| Houston Film Critics Society                   | 6. února 2017      | Nejlepší kamera                                | Stéphane Fontaine                        | nominace  |
| Houston Film Critics Society                   | 6. února 2017      | Nejlepší skladatel                             | Mica Levi                                | nominace  |
| Houston Film Critics Society                   | 6. února 2017      | Nejlepší plakát                                | Jackie                                   | nominace  |
| Independent Spirit Awards                      | 25. února 2017     | Nejlepší film                                  | Jackie                                   | nominace  |
| Independent Spirit Awards                      | 25. února 2017     | Nejlepší režisér                               | Pablo Larraín                            | nominace  |
| Independent Spirit Awards                      | 25. února 2017     | Nejlepší herečka v hlavní roli                 | Natalie Portman                          | nominace  |
| Independent Spirit Awards                      | 25. února 2017     | Nejlepší střih                                 | Sebastián Sepúlveda                      | nominace  |
| Indiana Film Journalists Association           | 19. prosince 2016  | Nejlepší herečka v hlavní roli                 | Natalie Portman                          | 2. místo  |
| IndieWire Critic's Poll                        | 19. prosince 2016  | Nejlepší film                                  | Jackie                                   | 10. místo |
| IndieWire Critic's Poll                        | 19. prosince 2016  | Nejlepší režisér                               | Pablo Larraín                            | 6. místo  |
| IndieWire Critic's Poll                        | 19. prosince 2016  | Nejlepší herečka v hlavní roli                 | Natalie Portman                          | 2. místo  |
| IndieWire Critic's Poll                        | 19. prosince 2016  | Nejlepší scénář                                | Noah Oppenheim                           | 8. místo  |
| IndieWire Critic's Poll                        | 19. prosince 2016  | Nejlepší kamera                                | Stéphane Fontaine                        | 5. místo  |
| IndieWire Critic's Poll                        | 19. prosince 2016  | Nejlepší původní hudba nebo soundtrack         | Mica Levi                                | vítězství |
| IndieWire Critic's Poll                        | 19. prosince 2016  | Nejlepší střih                                 | Sebastián Sepúlveda                      | 5. místo  |
| Iowa Film Critics Association                  | 10. ledna 2017     | Nejlepší herečka v hlavní roli                 | Natalie Portman                          | nominace  |
| Iowa Film Critics Association                  | 10. ledna 2017     | Nejlepší skladatel                             | Mica Levi                                | nominace  |
| Las Vegas Film Critics Society                 | 16. prosince 2016  | Nejlepší film                                  | Jackie                                   | 8. místo  |
| Las Vegas Film Critics Society                 | 16. prosince 2016  | Nejlepší herečka v hlavní roli                 | Natalie Portman                          | vítězství |
| Las Vegas Film Critics Society                 | 16. prosince 2016  | Nejlepší skladatel                             | Mica Levi                                | nominace  |
| Las Vegas Film Critics Society                 | 16. prosince 2016  | Nejlepší výprava                               | Jean Rabasse a Véronique Melery          | nominace  |
| Las Vegas Film Critics Society                 | 16. prosince 2016  | Nejlepší kostýmy                               | Madeline Fontaine                        | nominace  |
| London Critics' Circle Film Awards             | 22. ledna 2017     | Technické ocenění                              | Mica Levi (hudba)                        | nominace  |
| Los Angeles Film Critics Association           | 4. prosince 2016   | Nejlepší skladatel                             | Mica Levi                                | 2. místo  |
| Make-Up Artists and Hair Stylists Guild Awards | 19. února 2017     | Nejlepší masky (periodický film)               | Catherine Leblanc-Caraes a Tony Rochetti | nominace  |
| Mezinárodní filmový festival v Palm Springs    | 2. ledna 2016      | Nejlepší herečka v hlavní roli                 | Natalie Portman                          | vítězství |
| New York Film Critics Online                   | 11. prosince 2016  | Nejlepších dvanáct filmů                       | Jackie                                   | vítězství |
| North Carolina Film Critics Association        | 2. ledna 2017      | Nejlepší herečka v hlavní roli                 | Natalie Portman                          | nominace  |
| North Texas Film Critics Association           | TBA                | Nejlepší film                                  | Jackie                                   | 9. místo  |
| North Texas Film Critics Association           | TBA                | Nejlepší herečka v hlavní roli                 | Natalie Portman                          | vítězství |
| North Texas Film Critics Association           | TBA                | Nejlepší kamera                                | Stéphane Fontaine                        | 4. místo  |
| Online Film Critics Society                    | 3. ledna 2017      | Nejlepší film                                  | Jackie                                   | nominace  |
| Online Film Critics Society                    | 3. ledna 2017      | Nejlepší režie                                 | Pablo Larraín                            | nominace  |
| Online Film Critics Society                    | 3. ledna 2017      | Nejlepší herečka v hlavní roli                 | Natalie Portman                          | vítězství |
| Online Film Critics Society                    | 3. ledna 2017      | Nejlepší původní scénář                        | Noah Oppenheim                           | nominace  |
| Online Film Critics Society                    | 3. ledna 2017      | Nejlepší střih                                 | Sebastián Sepúlveda                      | nominace  |
| Online Film Critics Society                    | 3. ledna 2017      | Nejlepší kamera                                | Stéphane Fontaine                        | nominace  |
| Oscar                                          | 26. února 2017     | Nejlepší herečka v hlavní roli                 | Natalie Portman                          | nominace  |
| Oscar                                          | 26. února 2017     | Nejlepší kostýmy                               | Madeline Fontaine                        | nominace  |
| Oscar                                          | 26. února 2017     | Nejlepší skladatel                             | Mica Levi                                | nominace  |
| Phoenix Critics Circle                         | 17. prosince 2016  | Nejlepší herečka v hlavní roli                 | Natalie Portman                          | vítězství |
| Phoenix Critics Circle                         | 17. prosince 2016  | Nejlepší skladatel                             | Mica Levi                                | nominace  |
| Phoenix Film Critics Society                   | 20. prosince 2016  | Nejlepší herečka v hlavní roli                 | Natalie Portman                          | nominace  |
| Phoenix Film Critics Society                   | 20. prosince 2016  | Nejlepší kostýmní návrhy                       | Madeline Fontaine                        | nominace  |
| Phoenix Film Critics Society                   | 20. prosince 2016  | Nejlepší výprava                               | Jean Rabasse                             | nominace  |
| Phoenix Film Critics Society                   | 20. prosince 2016  | Nejlepší skladatel                             | Mica Levi                                | nominace  |
| San Diego Film Critics Society                 | 12. prosince 2016  | Nejlepší herečka v hlavní roli                 | Natalie Portman                          | nominace  |
| San Diego Film Critics Society                 | 12. prosince 2016  | Nejlepší výprava                               | Jean Rabasse                             | nominace  |
| San Diego Film Critics Society                 | 12. prosince 2016  | Nejlepší kostýmy                               | Madeline Fontaine                        | 2. místo  |
| San Diego Film Critics Society                 | 12. prosince 2016  | Nejlepší použití hudby ve filmu                | Jackie                                   | 2. místo  |
| San Francisco Film Critics Circle              | 11. prosince 2016  | Nejlepší herečka v hlavní roli                 | Natalie Portman                          | nominace  |
| San Francisco Film Critics Circle              | 11. prosince 2016  | Nejlepší kamera                                | Stéphane Fontaine                        | nominace  |
| San Francisco Film Critics Circle              | 11. prosince 2016  | Nejlepší výprava                               | Jean Rabasse                             | nominace  |
| San Francisco Film Critics Circle              | 11. prosince 2016  | Nejlepší skladatel                             | Mica Levi                                | vítězství |
| Satellite Awards                               | 19. února 2017     | Nejlepší film                                  | Jackie                                   | nominace  |
| Satellite Awards                               | 19. února 2017     | Nejlepší režisér                               | Pablo Larraín                            | nominace  |
| Satellite Awards                               | 19. února 2017     | Nejlepší herečka v hlavní roli                 | Natalie Portman                          | nominace  |
| Satellite Awards                               | 19. února 2017     | Nejlepší výprava                               | Jean Rabasse                             | nominace  |
| Satellite Awards                               | 19. února 2017     | Nejlepší kostýmy                               | Madeline Fontaine                        | vítězství |
| Screen Actors Guild Awards                     | 29. ledna 2017     | Nejlepší herecký výkon v hlavní roli – herečka | Natalie Portman                          | nominace  |
| Seattle Film Critics Society                   | 5. ledna 2017      | Nejlepší film                                  | Jackie                                   | nominace  |
| Seattle Film Critics Society                   | 5. ledna 2017      | Nejlepší herečka v hlavní roli                 | Natalie Portman                          | nominace  |
| Seattle Film Critics Society                   | 5. ledna 2017      | Nejlepší kamera                                | Stéphane Fontaine                        | nominace  |
| Seattle Film Critics Society                   | 5. ledna 2017      | Nejlepší kostýmy                               | Madeline Fontaine                        | nominace  |
| Seattle Film Critics Society                   | 5. ledna 2017      | Nejlepší výprava                               | Jean Rabasse a Véronique Melery          | nominace  |
| Seattle Film Critics Society                   | 5. ledna 2017      | Nejlepší skladatel                             | Mica Levi                                | nominace  |
| Southeastern Film Critics Association          | 19. prosince 2016  | Nejlepší film                                  | Jackie                                   | 7. místo  |
| Southeastern Film Critics Association          | 19. prosince 2016  | Nejlepší herečka v hlavní roli                 | Natalie Portman                          | vítězství |
| St. Louis Film Critics Association             | 18. prosince 2016  | Nejlepší herečka v hlavní roli                 | Natalie Portman                          | 2. místo  |
| St. Louis Film Critics Association             | 18. prosince 2016  | Nejlepší střih                                 | Sebastián Sepúlveda                      | vítězství |
| St. Louis Film Critics Association             | 18. prosince 2016  | Nejlepší výprava                               | Jean Rabasse a Véronique Melery          | 2. místo  |
| St. Louis Film Critics Association             | 18. prosince 2016  | Nejlepší skladatel                             | Mica Levi                                | 2. místo  |
| Toronto Film Critics Association               | 11. prosinec 2016  | Nejlepší herečka v hlavní roli                 | Natalie Portman                          | 2. místo  |
| Toronto International Film Festival            | 18. září 2016      | Platform Prize                                 | Pablo Larraín                            | vítězství |
| Vancouver Film Critics                         | 20. prosince 2016  | Nejlepší herečka                               | Natalie Portmanová                       | nominace  |
| Washington D.C. Area Film Critics Association  | 5. prosince 2016   | Nejlepší herečka v hlavní roli                 | Natalie Portman                          | vítězství |
| Washington D.C. Area Film Critics Association  | 5. prosince 2016   | Nejlepší filmová architektura                  | Véronique Melery a Jean Rabasse          | nominace  |
| Washington D.C. Area Film Critics Association  | 5. prosince 2016   | Nejlepší kamera                                | Stéphane Fontaine                        | nominace  |
| Washington D.C. Area Film Critics Association  | 5. prosince 2016   | Nejlepší skladatel                             | Mica Levi                                | nominace  |
| Washington D.C. Area Film Critics Association  | 5. prosince 2016   | Nejlepší střih                                 | Sebastián Sepúlveda                      | nominace  |
| Washington D.C. Area Film Critics Association  | 5. prosince 2016   | Nejlepší zobrazení Washingtonu D.C. ve filmu   | Jackie                                   | vítězství |
| Women Film Critics Circle                      | 19. prosince 2016  | Nejlepší herečka v hlavní roli                 | Natalie Portman                          | vítězství |
| Women Film Critics Circle                      | 19. prosince 2016  | Nejlepší linka ve filmu                        | Jackie                                   | vítězství |
| Zlatý glóbus                                   | 8. ledna 2017      | Nejlepší herečka v dramatickém filmu           | Natalie Portmanová                       | nominace  |